# القناع الحديدي
القناع الحديدي (بالإنجليزية: The Iron Mask) هو فيلم أبيض وأسود مغامرات أمريكي عام 1929 من إخراج ألان دوان اقتباس من القسم الأخير من رواية فيكونت براجيلون: بعد عشر سنوات للكاتب ألكسندر دوما، والتي تستند في حد ذاتها إلى الأسطورة الفرنسية الرجل ذو القناع الحديدي.

## روابط خارجية
- The Iron Mask  في قاعدة بيانات الأفلام على الإنترنت (بالإنجليزية) – 1929
- القناع الحديدي متوفر للتحميل المجاني على أرشيف الإنترنت
- القناع الحديدي في روتن توميتوز.